# Colleen Camp
Colleen Celeste Camp, född 7 juni 1953 i San Francisco, Kalifornien, är en amerikansk skådespelerska.

## Roller i urval
- 1978 – Game of Death
- 1979 – Apocalypse
- 1981 – … och så levde dom lyckliga…
- 1983 – Nu blåser vi snuten 3
- 1985 – Clue – Mordet är fritt
- 1985 – Polisskolan 2 – Första uppdraget
- 1987 – Polisskolan 4 – Kvarterspatrullen
- 1990 – Hur jag lärde en FBI-agent dansa marengo
- 1992 – Wayne's World
- 1993 – Den siste actionhjälten
- 1993 – Sliver
- 1995 – Die Hard – Hämningslöst
- 1996 – En värsting på Wall Street
- 1997 – Speed 2: Cruise Control
- 1999 – House Arrest
- 2000 – Loser
- 2001 – Trogen tjur sökes
- 2002 – Trapped
- 2004 – In Good Company
- 2006 – Factory Girl
- 2008 – Borta bäst, hemma värst
- 2013 – American Hustle
- 2015 – Knock Knock (även producent)
- 2017 – An Imperfect Murder
- 2020 – Mainstream
- 2025 – Bride Hard (även producent)